# Solignac
Solignac (occitanska: Solenhac) är en kommun i departementet Haute-Vienne i regionen Nouvelle-Aquitaine i västra Frankrike. Kommunen ligger i kantonen Limoges-Condat som tillhör arrondissementet Limoges. År 2022 hade Solignac 1 561 invånare.

## Befolkningsutveckling
Antalet invånare i kommunen Solignac
| Referens: INSEE |